# دئوتراتد کلروفرم
دوترات کلروفرم (به انگلیسی: Deuterated chloroform) با فرمول شیمیایی C۲HCl۳ یک ترکیب شیمیایی با شناسه پاب‌کم ۷۱۵۸۳ است. که جرم مولی آن 120.384 g mol-۱ می‌باشد. 